# Myresjöhus Arena
Le Myresjöhus Arena est un stade de football situé à Växjö en Suède dont le club résident est l'Östers IF. Le stade dispose d'une capacité de 12 000 places.
Le club a signé un contrat de naming de 7 ans avec la compagnie de construction Myresjöhus.

## Histoire
Le 1er match joué par l'Östers IF dans le nouveau stade a lieu lors de la 22e journée de Superettan contre leur rival l'IFK Värnamo, le 3 septembre 2012 (1-1). Lors de ce match, Andreas Wihlborg inscrit le premier but de l'histoire du stade.
Le Myresjöhus Arena accueille quatre rencontres du Championnat d'Europe de football féminin 2013.

## Utilisations du stade

### Équipe de Suède féminine
L'équipe de Suède de football féminin dispute trois rencontres au Myresjöhus Arena. Les Suédoises rencontrent le 23 octobre 2012, la Suisse en match amical. La rencontre se termine sur le score de 3-0 en faveur des Suédoises.
La deuxième rencontre a lieu le 6 avril 2013. La Suède accueille l'Islande en match amical. La rencontre se termine sur le score de 2-0 en faveur des Suédoises.
La troisième rencontre a lieu le 8 mai 2014 devant 4 655 spectateurs. Les Suédoises rencontrent dans le cadre des qualifications à la Coupe du monde, l'Irlande du Nord. La rencontre se termine sur le score de 3-0 en faveur des Suédoises.

### Équipe de Suède espoirs
L'équipe de Suède espoirs de football dispute une rencontre au Myresjöhus Arena. Les Suédois rencontrent le 6 juin 2013, la Suisse en match amical. La rencontre se termine sur le score de 3-2 en faveur des Suédois.

## Événements
- Championnat d'Europe de football féminin 2013

### Championnat d'Europe de football féminin 2013
Le Myresjöhus Arena accueille des rencontres du Championnat d'Europe de football féminin 2013.
| Date            | Heure (UTC+2) | Équipe 1  | Résultat | Équipe 2  | Tour               | Affluence |
| --------------- | ------------- | --------- | -------- | --------- | ------------------ | --------- |
| 11 juillet 2013 | 20:30         | Allemagne | 0 – 0    | Pays-Bas  | 1er tour, groupe B | 8 861     |
| 14 juillet 2013 | 20:30         | Islande   | 0 – 3    | Allemagne | 1er tour, groupe B | 4 620     |
| 17 juillet 2013 | 18:00         | Pays-Bas  | 0 – 1    | Islande   | 1er tour, groupe B | 3 406     |
| 21 juillet 2013 | 18:00         | Italie    | 0 – 1    | Allemagne | Quarts de finale   | 9 265     |

## Galerie

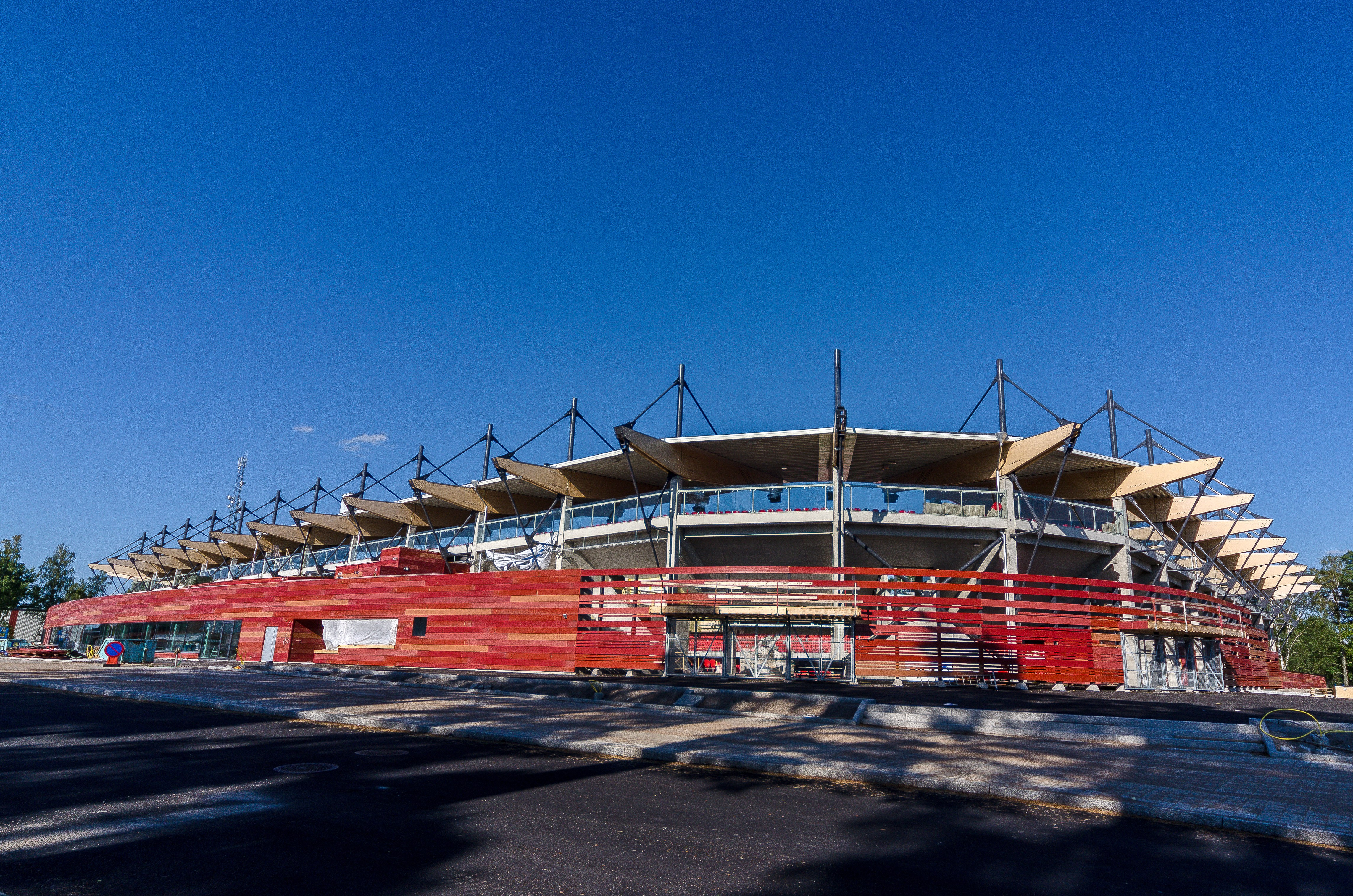
Façade extérieur
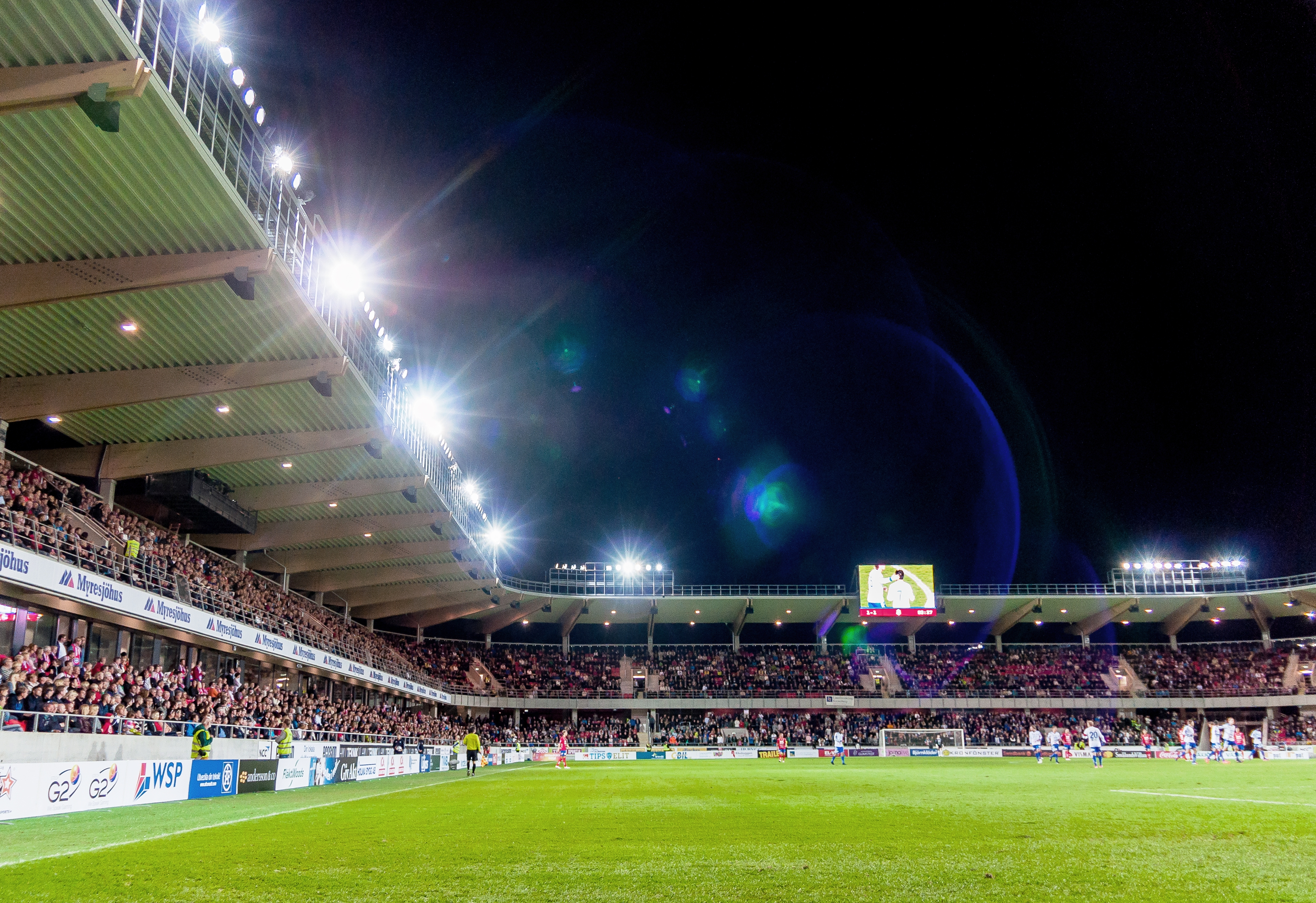
Intérieur du stade
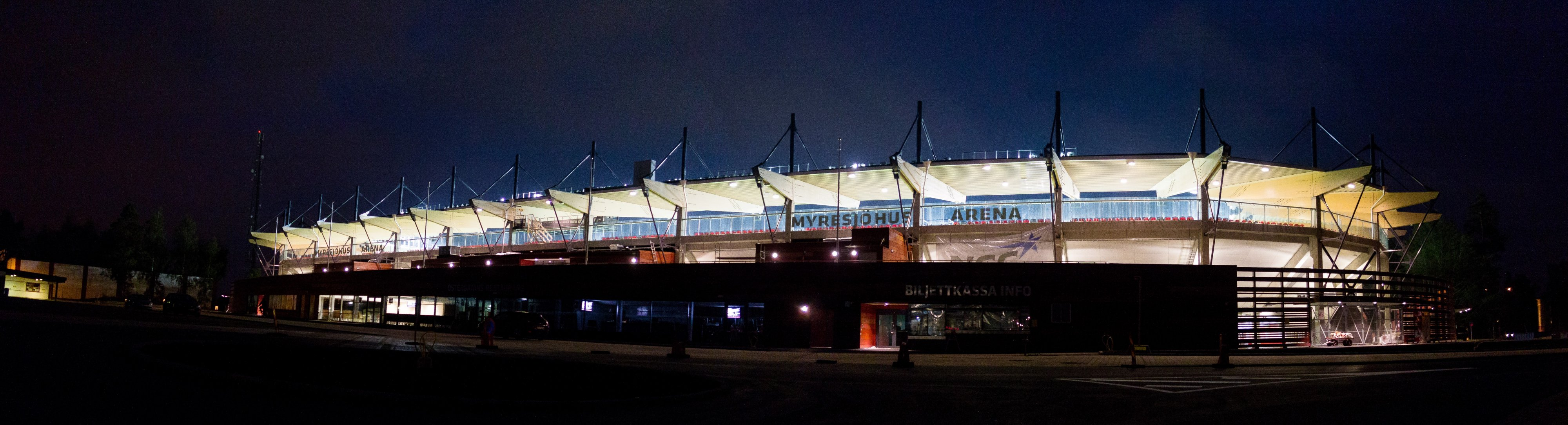
Façade extérieur de nuit
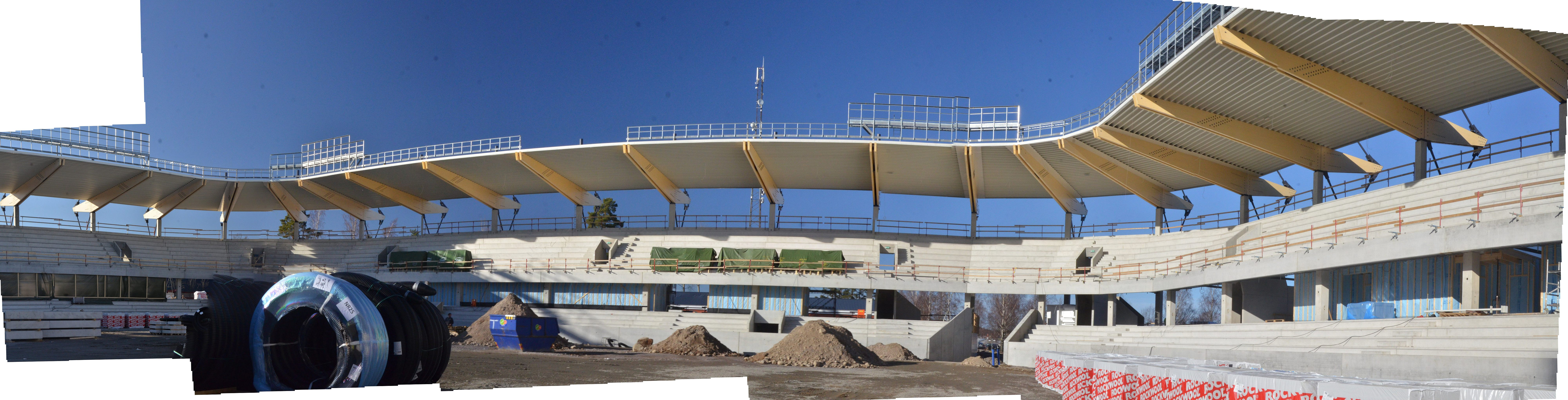
En construction (mars 2012)
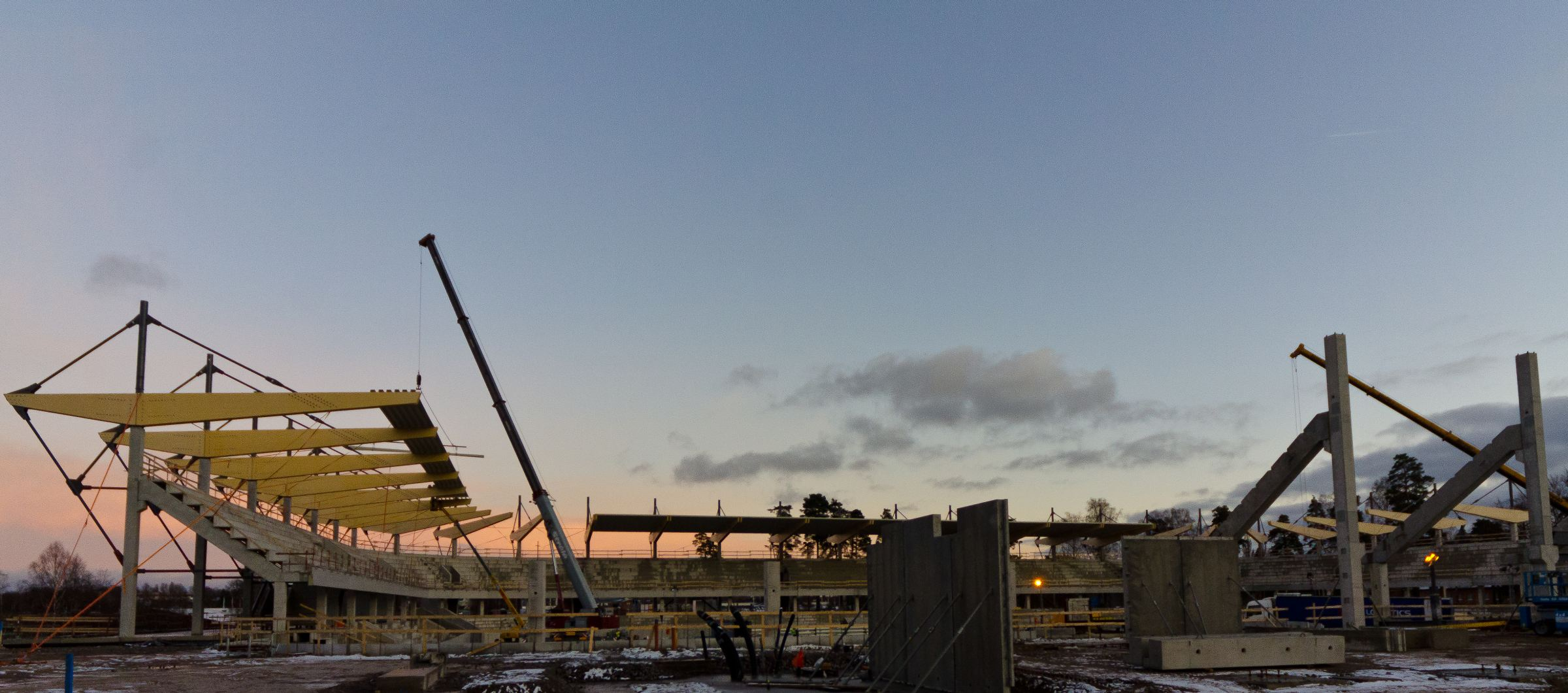
En construction (décembre 2011)
En construction (novembre 2011)